# أوسكار باروس
أوسكار باروس (16 يونيو 1997 في البرتغال - ) هو لاعب كرة قدم برتغالي في مركز الدفاع.

## وصلات خارجية
- أوسكار باروس على موقع قاعدة بيانات كرة القدم.إي يو (الإنجليزية)
- أوسكار باروس على موقع Soccerway.com (الإنجليزية)